# Obrežje pri Zidanem Mostu
Obrežje pri Zidanem Mostu este o localitate din comuna Laško, Slovenia, cu o populație de 135 de locuitori.